# De probrum
La locuzione de probrum è un termine legale latino, che vuol dire "(accusato) di vita scostumata, di indegnità".
I censori avevano la possibilità di cacciare dal Senato i membri che ritenevano colpevoli di crimini o atteggiamenti quali l'indegnità, adottando questa locuzione.

## Esempi storici
Nel 70 a.C. i censori Gneo Cornelio Lentulo Clodiano e Lucio Gellio Publicola accusarono 64 senatori de probrum e li cacciarono dal Senato. Tra questi senatori c'erano Publio Cornelio Lentulo Sura, congiurato e Gaio Antonio Ibrida, futuro console insieme a Cicerone. In seguito rientreranno in Senato facilmente.
Nel 50 a.C. anche Sallustio, dopo aver esercitato il tribunato della plebe, fu accusato de probrum e cacciato dal Senato per volere dei censori. Nel 49 a.C., grazie a Cesare, fu reintegrato.